# Aída dos Santos
Aída Menezes dos Santos (ur. 1 marca 1937 w Rio de Janeiro) – brazylijska lekkoatletka, skoczkini wzwyż i wieloboistka, medalistka igrzysk panamerykańskich, trzykrotna mistrzyni Ameryki Południowej, dwukrotna olimpijka.

## Kariera sportowa
Początkowo startowała głównie w skoku wzwyż. Zwyciężyła w tej konkurencji na mistrzostwach Ameryki Południowej w 1961 w Limie oraz na igrzyskach ibero-amerykańskich w 1962 w Madrycie. Na mistrzostwach Ameryki Południowej w 1963 w Cali zdobyła srebrne medale w skoku wzwyż i w rzucie oszczepem. Zajęła 5. miejsce w skoku wzwyż na igrzyskach panamerykańskich w 1963 w São Paulo.
Zajęła 4. miejsce w skoku wzwyż na igrzyskach olimpijskich w 1964 w Tokio z rezultatem 1,74 m, który był nowym rekordem Brazylii i najlepszym wynikiem w jej karierze. Zdobywała srebrne medale w tej konkurencji na mistrzostwach Ameryki Południowej w 1965 w Rio de Janeiro i na mistrzostwach Ameryki Południowej w 1967 w Buenos Aires, zawsze przegrywając ze swą koleżanką z reprezentacji Brazylii Marią da Conceição.
Zdobyła brązowy medal w pięcioboju, ulegając tylko Pat Winslow ze Stanów Zjednoczonych i Jenny Meldrum z Kanady, a także zajęła 5. miejsce w skoku wzwyż na igrzyskach panamerykańskich w 1967 w Winnipeg. Na igrzyskach olimpijskich w 1968 w Meksyku Zajęła 20. miejsce w pięcioboju.  Zwyciężyła w tej konkurencji oraz zdobyła srebrny medal w skoku wzwyż na mistrzostwach Ameryki Południowej w 1969 w Quito. Obroniła tytuł w pięcioboju na mistrzostwach Ameryki Południowej w 1971 w Limie. Ponownie zdobyła brązowy medal w tej konkurencji na igrzyskach panamerykańskich w 1971 w Cali, tym razem za Kanadyjkami Debbie Van Kiekebelt i Penny May.

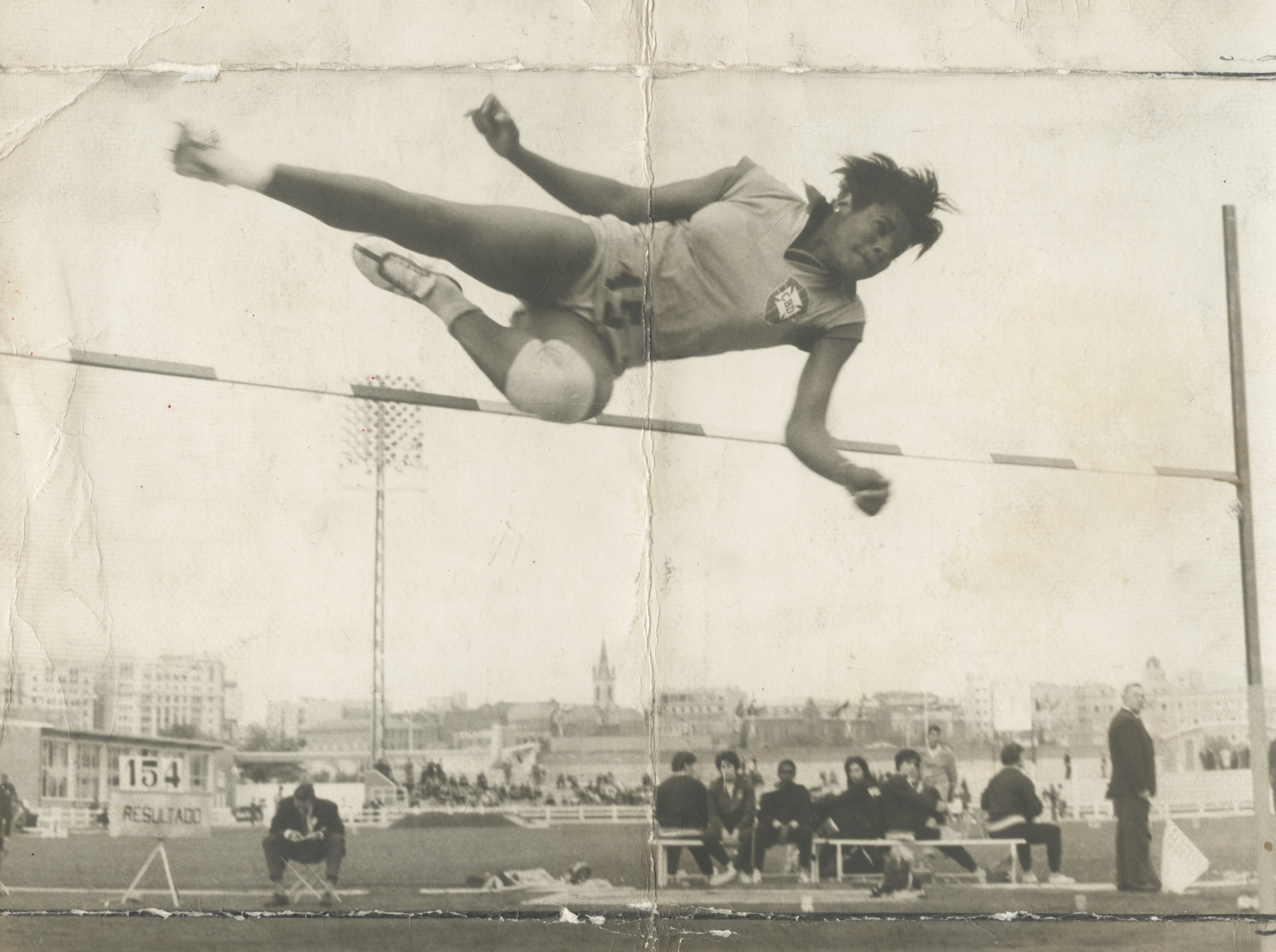
Aída dos Santos w 1965

Trzykrotnie poprawiała rekord Brazylii w skoku wzwyż do wspomnianego rezultatu 1,74 m, uzyskanego 14 października 1964 w Tokio. Dwukrotnie poprawiała rekord swego kraju w pięcioboju do wyniku 4578 punktów (16 października 1968 w Meksyku), a po zmianie składu konkurencji tworzących pięciobój z biegu na 80 metrów przez płotki na bieg na 100 metrów przez płotki kolejne trzy razy do wyniku 4465 pkt (po zmianie punktacji 3887 pkt, ustanowionego 5 sierpnia 1971 w Cali). Również dwa razy poprawiała rekord Brazylii w biegu na 100 metrów przez płotki do czasu 14,7 s (15 września 1969, São Paulo).

## Rodzina
Jej córką jest Valeska Menezes, siatkarka, mistrzyni olimpijska z 2008.